# 134160 Pluis
134160 Pluis è un asteroide della fascia principale. Scoperto nel 2005, presenta un'orbita caratterizzata da un semiasse maggiore pari a 2,9766892 UA e da un'eccentricità di 0,1344004, inclinata di 13,29425° rispetto all'eclittica.
L'asteroide è dedicato alla nipote dello scopritore, Aina Vandenabeele detta Pluis, e a tutti i bambini affetti da cancro.